# Газотурбинная ТЭЦ

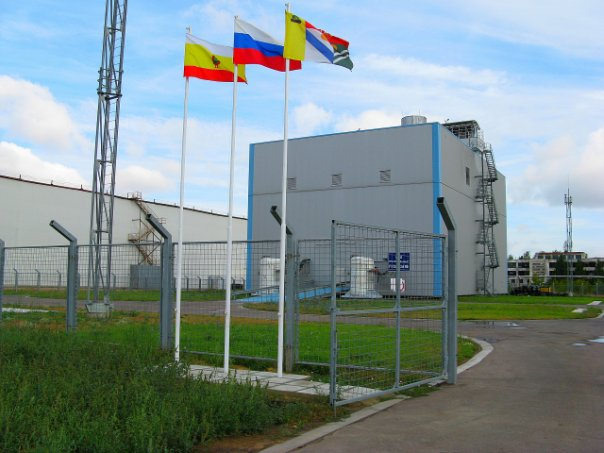
ГТ ТЭЦ 009М в Рязанской области

Газотурбинная теплоэлектроцентраль (ГТ ТЭЦ или ГТУ-ТЭЦ) — теплосиловая установка, служащая для совместного производства электрической энергии в газотурбинной установке и тепловой энергии в котле-утилизаторе.

## Устройство ГТ ТЭЦ
Единичный агрегат ГТ ТЭЦ состоит из газотурбинного двигателя, электрогенератора и котла-утилизатора. При работе газовой турбины образующаяся механическая энергия идёт на вращение генератора и выработку электроэнергии, а неиспользованная тепловая — для подогрева теплоносителя в котле. Комплексное использование энергии топлива для электрогенерации и отопления позволяет, как и для всякой ТЭЦ в сравнении с чисто электрической станцией, увеличить суммарный КПД установки примерно с 30 до 65 %.
Оптимальная частота вращения газовой турбины превышает необходимую для непосредственной выработки тока промышленной частоты, поэтому в составе электрогенерирующей части агрегата присутствует либо понижающий механический редуктор, либо статический электронный преобразователь частоты.
В оборудование ГТ ТЭЦ также входят система газоподготовки (осушение, механическая очистка, буферное хранение), электрический распределительный узел, устройства охлаждения генераторов, система автоматического управления и др.

## Преимущества и недостатки ГТ ТЭЦ

### Преимущества
- В сравнении с паротурбинными тепловыми электростанциями ГТ ТЭЦ требуют меньших суммарных капитальных затрат при возведении, более просты в обслуживании. Они не имеют котлов высокого давления, не требуют специальных охлаждающих устройств для сброса избыточной тепловой энергии, мощность на единицу массы у них значительно выше. В то же время мощность единичного агрегата ГТ ТЭЦ ограничена более тяжёлыми условиями работы турбины. ГТ ТЭЦ не может использовать тяжёлое и твёрдое топливо, возможности оптимизации процесса сгорания на паровой ТЭЦ шире.
- В сравнении с крупными газопоршневыми станциями ГТ ТЭЦ отличается гораздо большим ресурсом, но при этом дороже и требует более квалифицированного обслуживания. Газовая турбина менее требовательна к горючим качествам газа, чем поршневая машина, и более экологически чиста.

### Недостатки
- По соотношению вырабатываемой электрической энергии к тепловой ГТ ТЭЦ, как правило, проигрывает другим типам станций.
- К недостаткам ГТ-ТЭЦ можно отнести высокую шумность. Шум вблизи станции может достигать 110 дБ, что сравнимо с шумом от самолёта. В отсутствие шумоизоляции, шум от станции распространяется на расстояние 3 км, с шумоизоляцией от 1,5 до 2 км.

## Область применения
Строительство ГТ ТЭЦ оправдано в случае необходимости быстрого введения локальных генерирующих и отопительных мощностей при минимизации начальных затрат: увеличение мощности или реконструкция сетей масштаба микрорайона, посёлка, небольшого города, основание новых населённых пунктов, особенно в сложных для строительства условиях. Всё, что необходимо для работы станции — лишь наличие стабильного газоснабжения; крайне желателен достаточный спрос на тепловую энергию.
Совершенствование технологии газотурбинных агрегатов удешевляет их производство и эксплуатацию и значительно продляет ресурс. Применение бесконтактных подшипников (магнитных, газодинамических), совершенствование материалов, работающих в пламени, снижение тепловой напряжённости крупных турбин позволяет добиться наработки 60—150 тыс. ч. до замены основных изнашивающихся деталей и межсервисного интервала порядка года. В 2010-е годы были разработаны и начали серийно выпускаться как мощные тихоходные (6 тыс. об./мин.) энергетические турбины для капитальных стационарных ГТ ТЭЦ, так и компактные турбоагрегаты с высокой частотой вращения (около 100 тыс. об./мин.) и высокочастотными генераторами в законченном «контейнерном» исполнении, также в той или иной мере пригодные в качестве основного источника энергоснабжения населённого пункта.
Технологическое совершенство современных газотурбинных агрегатов в известной мере снимает барьер, заставивший на заре электроэнергетики ввести в турбогенератор «лишнюю» паровую ступень. Всё это вместе с увеличением спроса на локальные мощности способствует распространению ГТ ТЭЦ из газоносных районов с суровым климатом и сложными условиями строительства во всё более обширные умеренные области, где при дешёвом газоснабжении ощущается возрастающий недостаток электроэнергии, а наращивание мощности централизованных сетей нецелесообразно по экономическим или организационным соображениям.

## Пользователи
РТЭС «Курьяново», «Люблино», «Пенягино», «Переделкино», «Тушино», «Павшино» установлены по 2 газотурбинные установки (ГТУ) по 6 МВт.
Проект строительства ГТУ-ТЭЦ в центре города Звенигорода был отвергнут как экологически опасный.
В 2019 году на РТЭС «Пенягино» демонтированы 2 газотурбинные установки (ГТУ). Продолжительное время установки ГТУ не использовалось.